# Кленталерзее
Кленталерзе́е (нім. Klöntalersee) — природне озеро в долині Кленталь у кантоні Гларус, Швейцарія. Воно утворилося внаслідок зсуву і з 1908 року слугує водосховищем для виробництва гідроелектроенергії. Озеро загороджене земляною греблею Роданненберг, яка подає воду до гідроелектростанції поблизу Нетшталя.
Розташоване на висоті 848 метрів над рівнем моря, озеро займає площу приблизно 3,3 квадратних кілометри. Воно вважається найстарішим великим водосховищем у Швейцарії і відоме своєю часто дзеркальною поверхнею, що відбиває навколишні гори. Основним притоком є річка Клен, а стоком — Ленч, що впадає в Лінт поблизу Нетшталя.

## Історія

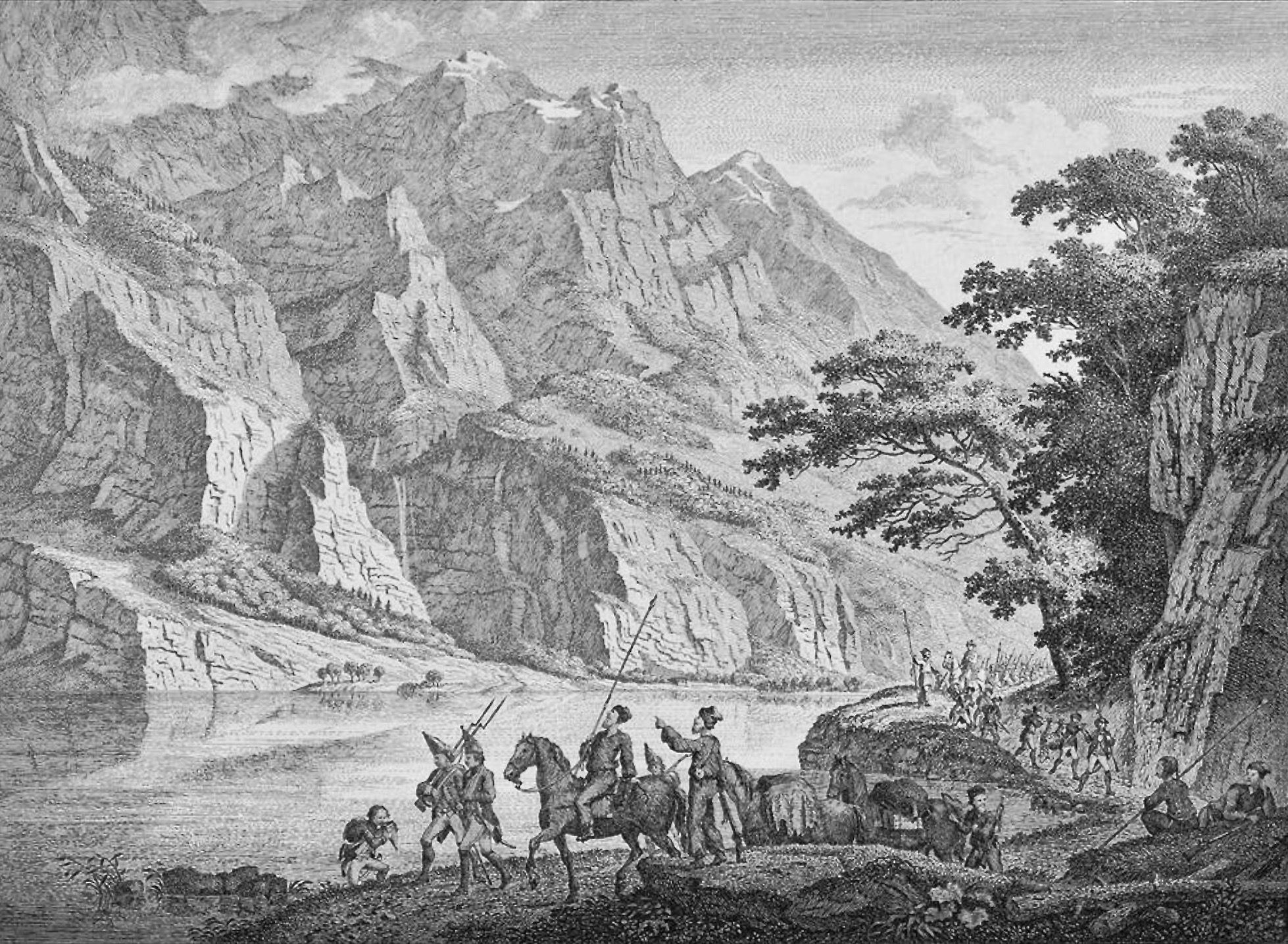
Російські війська генерала Суворова під Кленталерзее, початок жовтня 1799 року, сучасний офорт Людвіга Гесса. Центральна бібліотека Цюріха, відділ гравюр і малюнків та фотоархів.

З 1550 року на Кленталерзее були введені заборонені періоди для риболовлі для захисту рибних запасів. Протягом XVIII століття деревина з навколишніх лісів транспортувалася через озеро і сплавлялася вниз за течією до озера Валензее. З 1860 по 1953 рік з озера видобували лід для охолодження, який розповсюджувався в Нетшталі, Гларусі та інших районах. Між 1905 і 1908 роками на східному кінці озера була збудована 21,5-метрова земляна гребля, що значно збільшило його об'єм і дозволило використовувати його як водосховище для гідроенергетики.
Дослідження 2021 року, проведене Федеральним інститутом водних наук і технологій Швейцарії (Eawag) і опубліковане Swissinfo, визначило Кленталерзее як одне з кількох середньовисотних швейцарських озер, що ризикують втратити свій зимовий льодовий покрив у цьому столітті, якщо глобальна температура підніметься більш ніж на 2°C. Зменшення льодового покриву може змінити стратифікацію озера та схеми змішування води, що потенційно вплине на розподіл кисню та водні екосистеми.
У травні 2025 року Гларнський Ландсгемайнда затвердив три щорічні неділі без автомобілів на Кленталерзее. Починаючи з 2026 року, територія буде закрита для моторизованого транспорту в останні неділі червня, липня та серпня, надаючи доступ лише пішоходам та велосипедистам.

## Гідроенергетика
Кленталерзее загороджене земляною греблею Роданненберг, висота якої зараз становить 30 метрів, а довжина — 217 метрів, з активним об'ємом зберігання 39,8 мільйона кубічних метрів. Спочатку висота греблі становила 21,5 метра, але згодом її було піднято до нинішньої висоти. Вона належить і управляється Nordostschweizerische Kraftwerke AG, що зараз є частиною Axpo. Гребля оснащена водозливом для скидання надлишку води під час сильних припливів.
Озеро є частиною високотискової накопичувальної електростанції Ленч, розташованої в Нетшталі і повністю відремонтованої у 2016 році. Станція використовує стік з водозбірного басейну площею 83 км² навколо Кленталерзее, виробляючи близько 119 ГВт·год електроенергії на рік. Енергетичний вміст водосховища становить 34 ГВт·год, і близько 29 відсотків цього об'єму можна зберігати.
Вода для виробництва електроенергії забирається через водозабірну споруду на березі озера і подається через 4-кілометровий напірний тунель до зрівняльної камери над Нетшталем. Потім вода падає з висоти близько 365 метрів на турбіни. Тунель може пропускати до 20 кубічних метрів води за секунду, що обмежує максимальну потужність станції приблизно до 60 мегават.

## Відпочинок
Кленталерзее використовується для різноманітних видів відпочинку, включаючи плавання, каное, віндсерфінг, риболовлю та підлідний дайвінг взимку. На березі є кемпінги в Гюнтленау та Форауені, а вздовж берегової лінії прокладено стежку. Навколишня територія включає охоронювані природні об'єкти, такі як заплава національного значення в гирлі річки Клен та утворення з ракушняку. На східному березі розташований природний заповідник, а неподалік є такі пам'ятки, як водоспад Зульцбах.

## Галерея

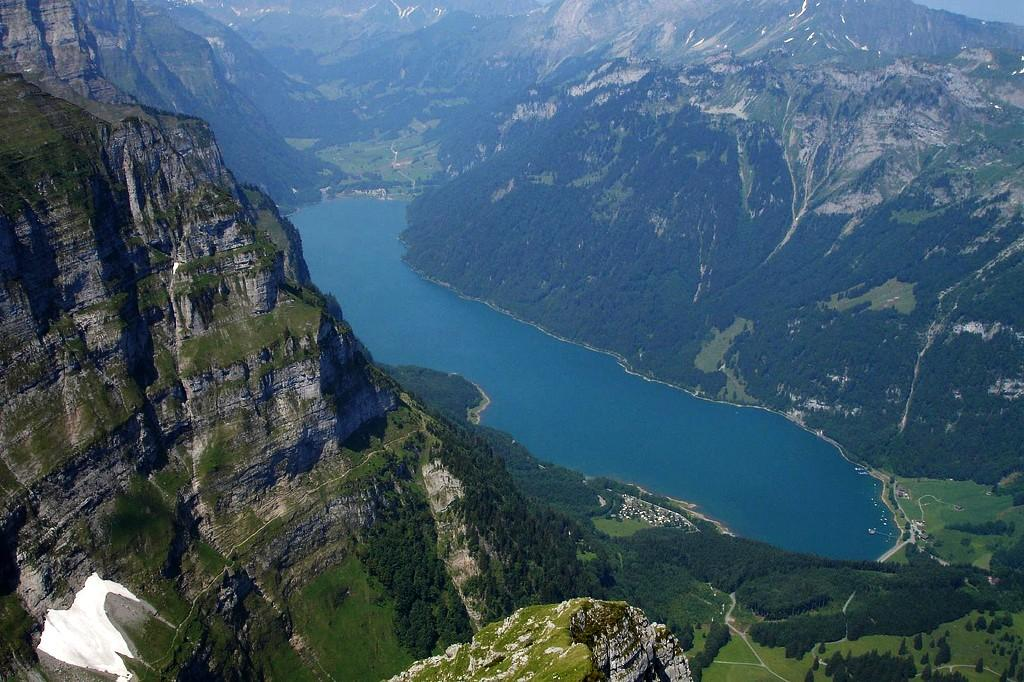
Кленталерзее з видом на навколишній альпійський ландшафт з гори Фордер-Глерніш
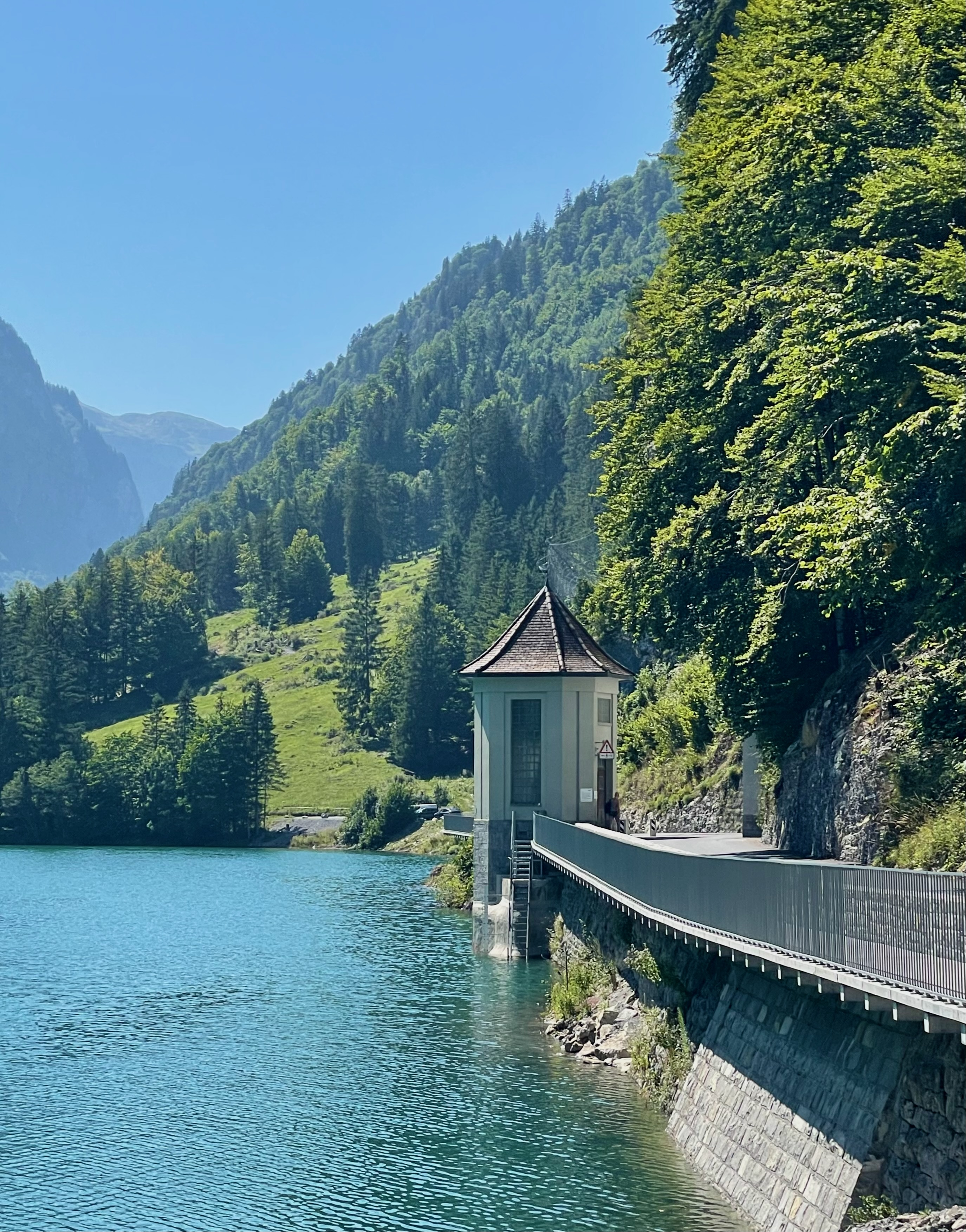
Водозабірна споруда на східному березі, що живить гідроелектростанцію Ленч у Нетшталі
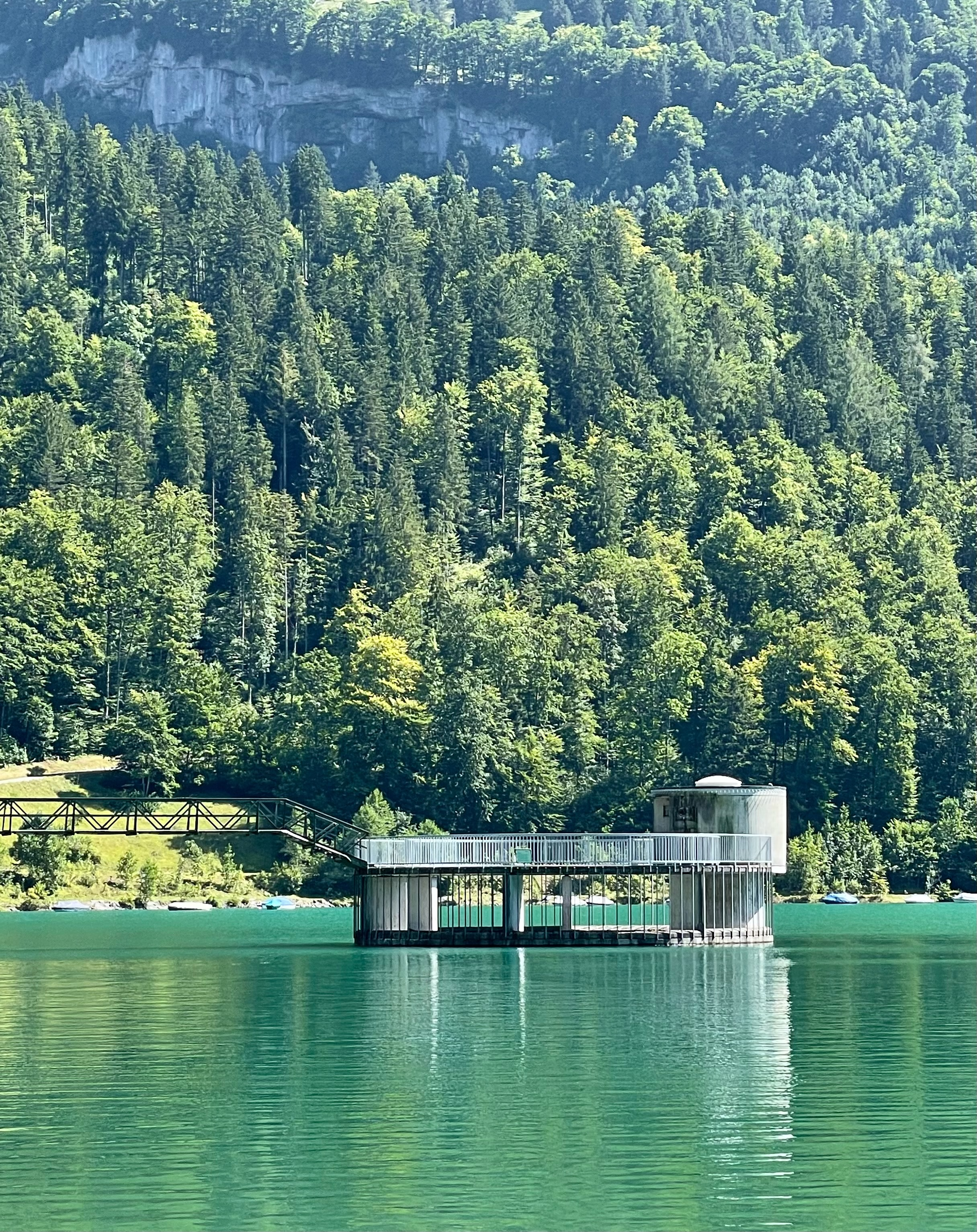
Вежа водозливу на греблі Роданненберг, що скидає надлишок води під час сильного припливу